# Закария Ариффин
Зака́рия Ариффи́н (малайск. Zakaria Ariffin; 22 июля 1952, Куантан — 19 февраля 2025) — малайзийский драматург, театральный режиссёр и педагог.

## Краткая биография и творчество
Окончил среднюю школу в Куантане. В 1974 году поступил в Педагогический колледж султана Идриса в Танджунг-Малиме, но проучился только пять месяцев. Это время, однако, было ознаменовано знакомством с известным драматургом Нурдином Хассаном, которому понравилось, как он поставил его пьесу «Дверь». По совету мэтра в 1975 году он поступил на факультет исполнительских искусств Университета наук Малайзии в Пенанге. Его учителями стали известные театраловеды и режиссёры Кала Девата (Мустафа Камил Ясин), Гулам Сарвар, Гус Насаруддин, Кришен Джит, Зайнал Латиф. Одновременно он принимал деятельное участие в театральной группе Пенанга «Ангкасаран» («Angkatan Sasaran») как в качестве актера, так и постановщика, начал писать и ставить свои пьесы («В ожидании наследства», 1977).
После окончания университета в 1978 году он устроился на работу в отдел изучения литературы Совета по языку и литературе (ДБП), где имел возможность общаться с известными литераторами Усманом Авангом, Османом Зайнуддином, Джоханом Джаафаром, Атондрой, Малиной Манджой. Здесь он присоединился к театральной труппе ДБП «Дети природы» (Anak Alam) и играл в таких постановках, как «Горбун из Танджунг-Путри» Шахрома Хусейна, «Гость с горы Кенни» Усмана Аванга, «Семь трупов и статуи» Хатты Азада Кхана, «Там, где луна всегда в трещинах» Абдула Самада Саида и др. Наряду с этим, он продолжал сам писать пьесы: «Оперный дом» (1978), «Король шутов» (1993), «Не убивайте Сэма» (1994), «Женщина английского лейтенанта» (1995), в основном протестного и сатирического характера c использованием элементов малайской оперы бангсаван. Некоторые его пьесы привлекли внимание Центрального телевидения (например, «Если уж не повезет, так не повезет»). Продолжилось сотрудничество с Нурдином Хассаном, в частности в 1994 году он принимал участие в постановке его пьесы «Этой ночью плакала черепаха».
В 1996 году он перешёл на работу преподавателем в Национальную академию искусства, где скоро возглавил кафедру театра. Здесь он осуществил постановку своих новых пьес «Это ещё не конец» (1996), «Теджа» (1997), «Имам» (1998), а также при поддержке министерства культуры масштабные постановки старых — «Оперный дом» (1988), «Король шутов» (1997), «Сити Зубайда» (2000) на сцене престижного Дворца культуры в Куала-Лумпуре. В 2001 году выступил инициатором проведения Фестиваля ваянга Нусантары. В 2007 году опубликовал пьесу «Кесума», получившую широкий резонанс в театральных кругах, ибо в целом при реалистической фабуле она содержала элементы традиционного гротескного театра теней ваянга. В 1997 году занимался по международной писательской программе в Университете Айовы (США). Как театральный критик он опубликовал книги «Современная малайская драма в эссе» (1981) и «Драма трёх эпох» (1984).
Скончался 19 февраля 2025 года от инсульта в возрасте 72 лет.

## Награды
- Премия Эссо-Гапена II (1988/89)
- Литературная премия Малайзии (1988/89)
- Премия «Сери Ангкаса» Радио и телевидения Малайзии (1988/89)
- Литературная премия Юго-Восточной Азии (2001)
- Литературная премия Джохора (2007)
- Государственная премия в области искусства (в номинации за отдельные достижения, 2009)

## Основные публикации
- Zakaria Ariffin. Drama Melayu moden dalam esei. Kuala Lumpur : Dewan Bahasa dan Pustaka, 1981.
- Zakaria Ariffin. Drama tiga zaman. Kuala Lumpur : Dewan Bahasa dan Pustaka, 1984.
- Zakaria Ariffin. Indahnya pelangi / cerita. Iustrasi Ibrahim Md. Said. Kuala Lumpur : Dewan Bahasa dan Pustaka, 1985.
- Zakaria Ariffin. Perantau zaman. Kuala Lumpur : Dewan Bahasa dan Pustaka, 1986.
- Zakaria Ariffin. Glosari istilah kesusasteraan. Kuala Lumpur : Dewan Bahasa dan Pustaka, 1988 (совместно с др.).
- Zakaria Ariffin. Pentas opera . Kuala Lumpur : Dewan Bahasa dan Pustaka, 1989.
- Zakaria Ariffin. The opera house (Pentas opera) . Translator Solehah Ishak. Kuala Lumpur : Dewan Bahasa dan Pustaka, 1989.
- Zakaria Ariffin. Keris Mas. Kuala Lumpur : Dewan Bahasa dan Pustaka, 1989 (совместно с др.).
- Zakaria Ariffin. Mengenal Budaya Bangsa. Kuala Lumpur : Dewan Bahasa dan Pustaka, 1990.
- Zakaria Ariffin. Samad Ismail. Kuala Lumpur : Dewan Bahasa dan Pustaka, 1991 (совместно с др.).
- Zakaria Ariffin. Usman Awang. Kuala Lumpur : Dewan Bahasa dan Pustaka, 1991 (совместно с др.).
- (ред.) Zakaria Ariffin. Modern ASEAN Plays: Malaysia. Kiala Lumpur: ASEAN Committee on Culture & Information, 1994.
- Zakaria Ariffin. Siti Zubaidah : sebuah skrip bangsawan. Kuala Lumpur : Istana Budaya, 2001.
- Zakaria Ariffin. Biografi seniman negara Rahman B. Kuala Lumpur : Sierra Focus Sdn. Bhd., 2005.
- Zakaria Ariffin. Filem : karya dan karyawan (kumpulan esei dan kritikan filem). Kuala Lumpur : Akademi Seni Kebangsaan, 2005.
- Zakaria Ariffin. Merdeka! merdeka! merdeka! : sebuah drama sejarah. Kuala Lumpur : Istana Budaya, 2006.
- Zakaria Ariffin. Kemahiran hidup bersepadu kemahiran teknikal : tingkatan 1,2,3 KBSM (совместно с K. H. Khiu). Petaling Jaya : PEP Publications, 2009.
- Zakaria Ariffin. Kemahiran hidup bersepadu : kemahiran teknikal. Tingkatan 1, 2 & 3 KBSM (совместно с Rubiah Effendi). Petaling Jaya, Selangor : PEP Publications, 2012.
- Zakaria Ariffin. Trilogi Raja Lawak. Kuala Lumpur : ITBM, 2014.